# 88毫米SK C/35型艦炮
8.8厘米SK C/35（英語：8.8 cm SK C/35）是納粹德國海軍於第二次世界大战期間在潛艇以上所搭載的甲板砲。

## 序述
8.8厘米的SK C/35式艦炮重達776千克（1,710.79磅，15.27英噸），總長度為3,985毫米（156.89英吋，13.07英尺），裝有垂直滑動式後膛。該炮發射了9.5千克（20.94磅）直徑88毫米的炮彈，有時炮管被描述為45倍徑。2.82千克（6.2磅）的推進裝藥，發射彈尖引信高爆彈和高爆燃燒彈（無論為曳光彈與否）時，炮口初速為700米／秒（2,296.59英尺／秒）。射速為15發／分鐘。預期使用壽命為每根炮管12,000發有效全裝藥彈（EFC）炮擊。

## 炮彈
彈藥是定裝式彈藥，全彈重量為15公斤（33.07磅），炮彈長度約為355毫米（13.98英寸）。該炮能夠擊發：
| 穿甲弹（AP）      | 10.2（22.49） | 10.2（22.49） | 無數據          |
| 高爆彈（HE）      | 9（19.84）    | 9（19.84）    | 700（2,296.59） |
| 高爆燃燒彈（HEI） | 9.5（20.94）  | 9.5（20.94）  | 700（2,296.59） |
| 照明彈（ILLUM）   | 9.4（20.72）  | 9.4（20.72）  | 無數據          |

其中高爆彈的炮口初速為700米／秒（2,296.59英尺／秒）。

## 歷史記錄

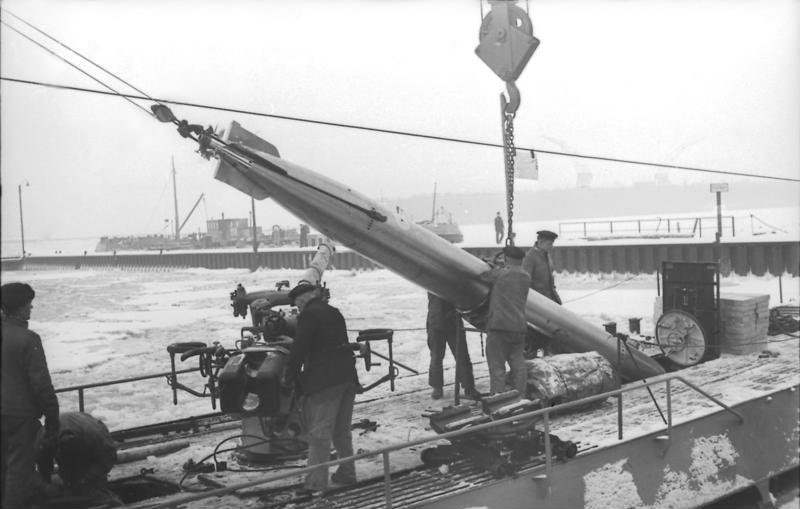
VII級U型潜艇以上，魚雷尾部下方可見的、典型的無炮盾型SK C/35甲板砲。

### 艦炮
該火炮為搭載在VII級潜艇以上、司令塔前方的制式甲板砲，儘管有少數潜艇搭載高角度的8.8厘米SK C/30型艦炮用作防空系統。SK C/35是為1935年的VIIA原型潜艇而設計的，名義彈藥基數為220發。在戰爭初期，這些火炮被用以威脅獨立航行的商船投降、棄船以免浪費寶貴的魚雷，或是擊沉已被魚雷損壞的船隻以加快其沉沒。後來，由於在對付裝上防備商船和商船護航隊的行動中，證明無炮盾甲板砲在行動中不切實際，其後這些火炮當中的一部份從U型潜艇以上拆卸下來，以安裝在掃雷艦和獵潛艦以上。其後，自1942年以來，大多數U型潛艇都重新裝備20毫米或37毫米高射砲作其甲板砲。

### 年代、功能、性能相近的其他火炮
- QF 3吋20𠵆速射高射炮（英语：QF 3-inch 20 cwt）
- QF 3.7吋防空炮（英语：QF 3.7-inch AA gun）
- BL 4吋Mk IX後裝艦炮（英语：BL 4-inch Mk IX naval gun）

## 資料來源
1. 1 2 3  Campbell p.251
2. ↑  . NavWeaps.com.   [2018-02-01]. （原始内容存档于2018-02-02）.
3. ↑  Blair p.63
4. ↑  Lenton pp.126&127

## 外部連結
- （英文）—SK C/35 at Navweaps.com（页面存档备份，存于）
- （乌克兰語）—Зенитные орудия | Германия（页面存档备份，存于）